# Darwin-Firnfeld
Das Darwin-Firnfeld (englisch Darwin Névé) ist ein großes Firnfeld im südlichen ostantarktischen Viktorialand. Es liegt auf der Westseite der Cook Mountains und der Darwin Mountains im Transantarktischen Gebirge. Es ist das Entstehungsgebiet des Darwin-Gletschers und des Hatherton-Gletschers.
Die neuseeländische Mannschaft zur Erkundung des Darwin-Gletschers bei der Commonwealth Trans-Antarctic Expedition (1955–1958) benannte das Firnfeld nach ebendiesem Gletscher. Dessen Namensgeber ist Leonard Darwin (1850–1943), Ehrenpräsident der Royal Geographical Society.